# Maria de Castella

Armes de Maria de Castella, reina d'Aragó

Maria de Castella (Segòvia, 14 de novembre de 1401 - València, 7 de setembre de 1458) fou infanta de Castella i reina consort d'Aragó (1416-1458).

## Orígens familiars
Filla gran del rei Enric III de Castella i la princesa Caterina de Lancaster, era neta per línia paterna de Joan I de Castella i Elionor d'Aragó, i per línia materna de Joan de Gant i Constança de Castella. Fou germana de Joan II de Castella.

## Núpcies i descendents
El 12 de juny de 1415 es casà a la catedral de València amb l'infant i futur rei Alfons el Magnànim, rei d'Aragó, de València, de Mallorques i comte de Barcelona. D'aquest matrimoni no nasqueren fills, per la qual cosa a la mort d'Alfons la Corona d'Aragó va passar al germà d'aquest, Joan II d'Aragó, i el Regne de Nàpols passà a Ferran I de Nàpols, fill natural del seu marit.
Durant les absències del rei a Nàpols, va actuar com a virreina als seus regnes peninsulars, va convocar les Corts de Barcelona (1421) i va haver de tractar a Barcelona les desavinences entre la Biga i la Busca, i al camp català, amb el descontentament dels remences. Tot i els seus esforços no va poder resoldre aquestes qüestions, per la llunyania de l'autoritat reial, i aquests problemes van acabar desembocant en la guerra civil sota el regnat del seu cunyat Joan II.
L'estiu de 1458 moria el rei Alfons el Magnànim a Nàpols després de 27 anys sense haver tornat al costat de la seva dona. Maria de Castella morí al cap de pocs mesos a València, el 4 d'octubre de 1458. El metge i escriptor Jaume Roig va ser un dels professionals que en va certificar la mort.
Està soterrada al Monestir de la Trinitat, que ella mateixa fundà a València.

## Una biblioteca valuosa
De Maria de Castella se'n conserva una imatge al Llibre de privilegis i ordenacions dels Hortolans de Sant Antoni, en què apareix amb un llibre a la mà, representant el fet que havia dictat una sentència sobre l'ús de les pastures al pla de Barcelona. No es tracta d'una il·lustració de la dona lectora, en ser un document de natura arxivística relacionat amb el govern i la gestió de la cosa pública, i no seria tampoc un document de la seva biblioteca. Per biblioteca s'entén el conjunt de llibres reunit al voltant de la reina amb voluntat de conservació, com també les pràctiques —comprant, venent, regalant o intercanviant llibres, freqüentment entre dones; en la labor de mecenatge i patrocini d'autors i editors que li poden dedicar les seves obres, en les demandes de producció i traducció de llibres concrets, etc.— que perfilen la relació de Maria amb el llibre i amb la cultura escrita.
L'any 1458, en què Maria moria a València, es redactava un inventari on constaven una setantena de llibres. Molt probablement es tractava de la seva biblioteca personal, col·lecció que la reina hauria tingut a prop a València estant, i que consten a més en poder d'Elionor Sagra, donzella de la reina i, segons la historiadora Teresa Vinyoles, possible “bibliotecària”. Gens improbable si es pensa que el seu espòs paral·lelament donava forma a la biblioteca reial amb seu a Nàpols, sota el càrrec d'un "llibrer major” –càrrec que s'afegiria al llibre de les ordinacions de la Casa Reial– i els seus successors crearien en la figura dels abats de Montserrat el càrrec de bibliotecari major del rei.
D'aquest conjunt bibliogràfic sobresurt, en primer lloc, que es tracta d'obres de caràcter religiós, místiques i hagiogràfiques i, en segon instància, que una ampla majoria són llibres en català. De l'apartat de prosa religiosa, destaquen les Revelacions d'Àngela de Foligno, la Scala Dei, de Francesc Eiximenis, i dues obres de Domenico Cavalca, l'Espill de la Creu i De Pasciencia, ambdues traduccions catalanes realitzades a petició de Maria a fra Pere Busquets, monjo de Sant Feliu de Guíxols. Antoni Canals, frare dominic, deixeble de Francesc Eiximenis, i que havia estat confessor de la reina Violant de Bar, és present en la col·lecció directament a través del seu Llibre de confessió —se sap que a l'escriptori de Montserrat se n'estava realitzant un especialment per a la reina— i a través de les traduccions que aquest frare feu de diversos textos místics –com per exemple del llibre d'Hug de Sant Víctor, Arra animae.
És també una biblioteca rica quant a il·luminacions i alguna enquadernació, amb unes Ores de Santa Maria e altres officis e orasions, per a les quals possiblement la mateixa reina havia destinat uns “tancadors d'argent” i un “drap encerat per cobrir les hores”; i amb altres còdexs més que destaquen també per les seves miniatures i històries il·lustrades.
Entre el nombre reduït de prosa profana, amb 12 títols, es fa referència als clàssics: la Consolació de Boeci i les Epístoles de Sèneca —se sap que la reina mateixa hauria demanat aquesta obra a Olf de Pròxida, dient-li que les faria copiar i les hi tornaria de seguida. En el grup d'obres de caràcter didàctico-moral, la reina llegeix De les dones, de Francesc Eiximenis —llibre dedicat a Sanxa Ximenis d'Arenós, comtessa de Prades— i té a mà un De les virtuts dels prínceps antichs —traducció al català d'un text de Joan de Gal·les, en la línia dels Miralls de prínceps, i que ens acosta més directament a la faceta de Maria com a lloctinent primer de la Corona arran del primer viatge del seu espòs a Itàlia (1420-23) i amb el definitiu del 1432, i després lloctinent de Catalunya entre 1436 i 145—. L'inventari registra encara tres còdexs d'Història, entre els quals De les conquestes, de Pere Tomic —llibre que fou acabat en ple regnat d'Alfons el Magnànim— i les Stories castellanes —que podrien ser les «Stories d'Espanya» que Maria demana expressament que trobi a Ferran Lopez de Estunyega—. Finalment s'anoten dues mostres de literatura profana, el que seria probablement un llibre de cavalleries i els Proverbios de Enyego Mendoça, Marquès de Santillana.
Es tracta d'un conjunt bibliogràfic que la reina Maria manté com a biblioteca personal, propera, que l'ha acompanyat en la seva estada a València —on va sostenir una cort— i que conserva en la privacitat de la cambra (en la “Sala del Appartament de la reina”), al costat probablement d'altres objectes personals. Són llibres que Maria hauria aplegat per herència, o bé perquè n'ha encomanat directament la traducció o la còpia —Maria mantingué estretes relacions amb l'escriptori de Montserrat per a aquesta tasca— o perquè s'ha preocupat de buscar-los o comprar-los, continuant la línia de participació de la reialesa catalana, des d'Alfons II, en les manifestacions culturals, i en concret en la possessió i producció librària: des del rei bibliòfil Pere III als interessos literaris d'una Violant de Bar, Maria de Luna i Margarida de Prades.
També va ser important la seva col·lecció d'objectes sumptuaris.